# Saas im Prättigau
Saas im Prättigau és un municipi del cantó dels Grisons (Suïssa), situat al districte de Prättigau/Davos.

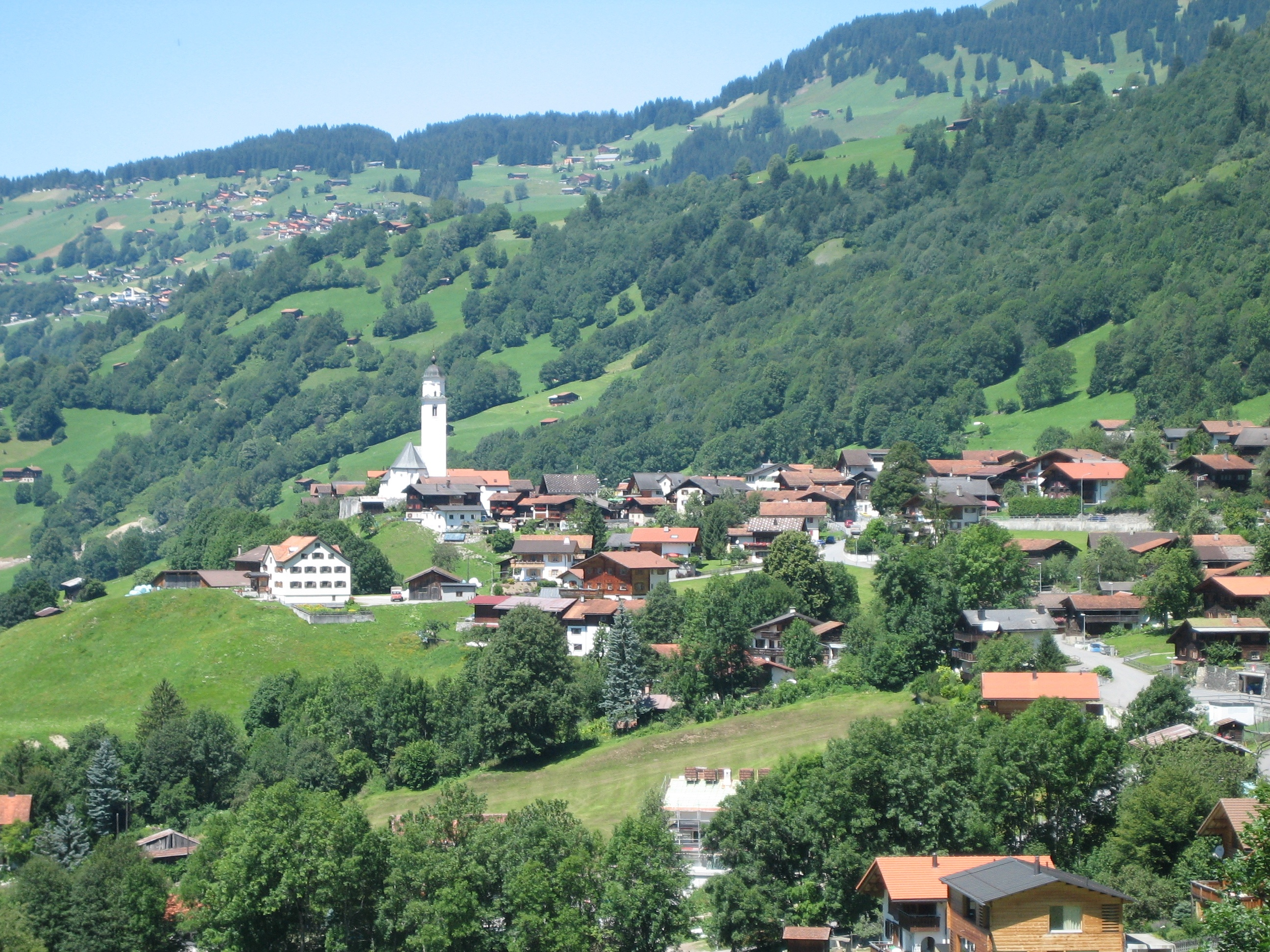
Vista general